# Domaszowice (gmina)
Domaszowice – gmina wiejska w województwie opolskim, w powiecie namysłowskim. W latach 1975–1998 gmina położona była w województwie opolskim.
Siedziba gminy to Domaszowice.
Według danych z 30 czerwca 2004 gminę zamieszkiwały 3812 osoby. Natomiast według danych z 31 grudnia 2017 roku gminę zamieszkiwało 3635 osób.

## Struktura powierzchni
Według danych z roku 2002 gmina Domaszowice ma obszar 113,86 km², w tym:
- użytki rolne: 62%
- użytki leśne: 29%

Gmina stanowi 15,23% powierzchni powiatu.

## Demografia

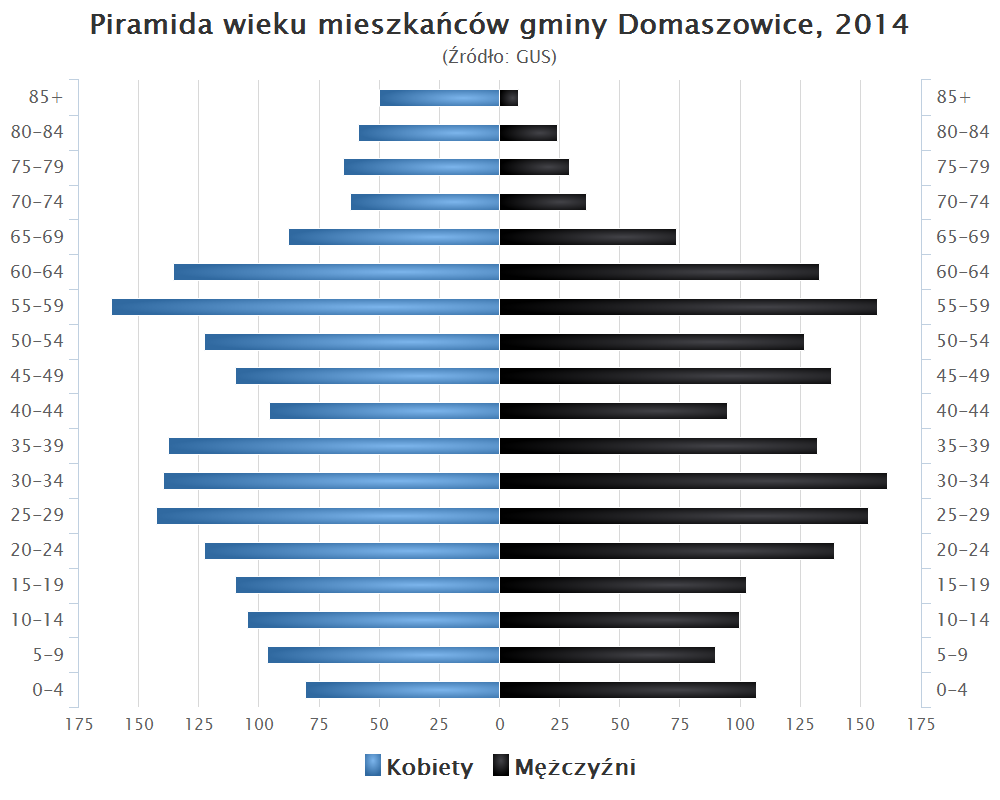
Piramida wieku mieszkańców gminy Domaszowice w 2014 roku

Dane z 31 grudnia 2017 roku:
| Opis                              | Ogółem | Ogółem | Kobiety | Kobiety | Mężczyźni | Mężczyźni |
| --------------------------------- | ------ | ------ | ------- | ------- | --------- | --------- |
| jednostka                         | osób   | %      | osób    | %       | osób      | %         |
| populacja                         | 3 635  | 100    | 1 864   | 51,3    | 1 771     | 48,7      |
| gęstość zaludnienia (mieszk./km²) | 32     | 32     | 17      | 17      | 15        | 15        |

## Sołectwa
Domaszowice (z przysiółkiem Zalesie), Dziedzice, Gręboszów (z przysiółkami Kopalina, Stary Gręboszów, Sułoszów), Nowa Wieś (z przysiółkami: Międzybrodzie i Piekło), Polkowskie, Siemysłów (z przysiółkami: Wielka Kolonia i Wygoda), Strzelce (z przysiółkiem Szerzyna), Wielołęka, Włochy, Woskowice Górne (z przysiółkiem Świbne), Zofijówka.
Miejscowość bez statusu sołectwa: Jarzębiec, Zalesie (osada).

## Sąsiednie gminy
Namysłów, Pokój, Rychtal, Świerczów, Wołczyn